# 중화동항
중화동항은 인천광역시 옹진군 백령면 연화2리, 백령도 섬에 있는 어항이다. 2006년 8월 30일 어촌정주어항으로 지정되었다. 어항관리청은 옹진군수이다.

## 어항 연혁
- 2006년 6월 13일 인천광역시장이 어촌어항법 제17조 규정에 의하여 지방어항 지정을 해제하였다.[1]
- 2006년 8월 30일 옹진군에서 어촌정주어항으로 지정하였다.[2]

## 어항구역
본 항의 어항구역은 다음과 같다.
- 수역: 중화동항 서쪽 기점에서 남동쪽으로 110m, 동남쪽으로 380m지점을 순차적으로 연결하는 선 내의 공유수면(83,500m2)

## 어항 시설
- 선착장 83m, 방파제 83m

## 주요 어종
- 광어, 우럭, 꽃게, 까나리, 전복, 굴